# The Safe Is Cracked
Albums de Mobb Deep
The Infamous Archives
(2007) White Cocaine
(2011)
The Safe Is Cracked est une compilation de Mobb Deep, sortie le 7 avril 2009.
L'album s'est classé 68e au Top R&B/Hip-Hop Albums.

## Liste des titres
| No  | Titre                                                        | Contient un (des) sample(s) de                         | Durée |
| --- | ------------------------------------------------------------ | ------------------------------------------------------ | ----- |
| 1.  | Mobb Deep (featuring DJ Envy – Produit par Havoc)            |                                                        | 1:33  |
| 2.  | Heat (Produit par Havoc)                                     | What the World Is Coming To de Dexter Wansel           | 4:35  |
| 3.  | Watch Ya Self (Produit par Havoc)                            | Toccata et fugue en ré mineur de Johann Sebastian Bach | 3:32  |
| 4.  | M.O.B. (Produit par Havoc)                                   | Funk Me de Marvin Gaye                                 | 3:13  |
| 5.  | Can't Win 4 Losin' (Produit par Havoc)                       |                                                        | 2:50  |
| 6.  | Yea, Yea, Yea (Produit par Havoc)                            |                                                        | 2:53  |
| 7.  | That Crack (Produit par Havoc)                               |                                                        | 2:50  |
| 8.  | Infamous (Produit par Havoc)                                 |                                                        | 3:05  |
| 9.  | What Goes On (Produit par The Alchemist)                     | You Can't Blame Me de Johnson, Hawkins, Tatum & Durr   | 2:58  |
| 10. | Position (Produit par Havoc)                                 |                                                        | 3:02  |
| 11. | Get Out Our Way (Produit par Havoc)                          |                                                        | 3:13  |
| 12. | You Wanna See Me Fall (featuring Chinky – Produit par Havoc) |                                                        | 3:06  |
| 13. | Don't Play (featuring Big Noyd – Produit par Havoc)          |                                                        | 3:45  |
| 14. | Mobb Deep II (featuring DJ Envy – Produit par Havoc)         |                                                        | 1:20  |